# Фигаро (премия)
«Росси́йская национа́льная актёрская пре́мия и́мени Андре́я Миро́нова „Фигаро́“» — российская театральная награда, присуждаемая за высшие достижения в области актёрского драматического искусства ежегодно 8 марта, в день рождения народного артиста РСФСР Андрея Миронова.
Премия «Фигаро» учреждена 1 июня 2010 года Санкт-Петербургским театром «Русская антреприза» имени Андрея Миронова при содействии Правительства Санкт-Петербурга по инициативе учредителя театра, народного артиста РФ Рудольфа Фурманова, в связи со 100-летием со дня рождения народной артистки СССР Марии Мироновой и 70-летием со дня рождения её сына, Андрея Миронова.

## История
Российская Национальная актёрская премия имени Андрея Миронова «Фигаро» основана в Санкт-Петербурге 1 июня 2010 года. Учредителем Премии является учреждение культуры «Санкт-Петербургский театр „Русская антреприза“ имени Андрея Миронова» при содействии Правительства Санкт-Петербурга.
Является профессиональной премией и присуждается за высшие достижения в области актерского драматического искусства. Создана по инициативе учредителя театра, народного артиста России Рудольфа Фурманова, в связи со 100-летием со дня рождения н.а. СССР Марии Владимировны Мироновой (7 января 2011 года) и 70-летием со дня рождения её сына, корифея русской сцены, народного артиста России Андрея Александровича Миронова (8 марта 2011 года).
Премия не имеет статуса юридического лица, вручается при непосредственном участии государственных структур, общественных организаций, представителей делового мира, частных лиц на торжественной Церемонии.
Присуждение Премии осуществляется ежегодно — 8 марта, в день рождения А. А. Миронова, по итогам прошедших трех-пяти лет и с учетом вкладов номинантов в развитие актерского драматического искусства России.

## Цели и задачи Премии
- сохранение русского репертуарного театра, поддержка и развитие традиций российского актерского искусства;
- поддержка и стимулирование актерской деятельности в различных жанрах драматического театрального искусства;
- выявление лучших актерских работ, в различных жанрах театрального искусства;

## Критерии Премии
Для определения номинантов Премии создается общественный экспертный совет из числа авторитетных театральных критиков, хорошо осведомленных о ежедневной жизни российских театров, творческих личностей, деятелей искусства с безукоризненной творческой и человеческой репутацией. Деятельность общественного экспертного совета осуществляется сугубо на общественных началах и на безвозмездной основе.
Основным критерием выбора номинанта являются:
- несомненный творческий вклад в драматическое искусство;
- яркие актерские работы, сыгранные за последние три-пять лет;
- артистическая харизма;
- наследование универсальности актерской личности артиста Андрея Александровича Миронова.

## Номинации премии
Согласно Положению премии определены три номинации Премии:
- «За служение русскому репертуарному театру»
- «За служение театральному Отечеству»
- «Лучшие из лучших» («За блистательное исполнение ролей на драматической сцене» за последние три — пять лет).

Основные номинации премии могут иметь свои именные под-номинации. Одна и та же именная номинация не может быть присуждена вновь.
Номинанты премии выявляются общественным экспертным советом и утверждаются номинационным советом, Учредителем премии и объявляются непосредственно на Торжественной церемонии вручения, происходящей ежегодно 8 марта в день рождения Андрея Александровича Миронова в помещении учреждения культуры «Санкт-Петербургский театр „Русская антреприза“ имени Андрея Миронова».
Председателем номинационного совета премии может стать только Лауреат премии в номинации «За служение театральному Отечеству»
Выбор сценической площадки носит специальный характер, где в небольшом помещении собирается артистическая элита России для вручения цеховой премии имени одного из самых популярных артистов XX века.
Отличительной особенностью проведения премии является то, что Торжественная церемония вручения проводится не на закрытом корпоративном собрании, а с обязательным участием зрителей.
Премия не имеет денежного эквивалента, её престиж формируется исключительно высшими творческими достижениями её лауреатов и критериями отбора за высокие творческие достижения в актерском драматическом искусстве;
Наряду с главным призом Премии в основных номинациями в рамках премии вручаются Специальные призы «ФИГАРО».

## Соискание Премии. Порядок и регламент
Временным циклом для выявления номинантов считается период с 9 марта текущего года по 31 января следующего календарного года. Работы номинантов, публично представленные позднее конкурсного периода Премии, могут рассматриваться в качестве претендентов на Премию по итогам следующего цикла.
На соискание Премии могут быть выдвинуты только профессиональные актерские работы, сыгранные как на драматических сценах государственных, так и негосударственных драматических театров.
Выдвигать артистов-кандидатов на соискание Премии имеют право:
Учредитель Премии;
- Творческие союзы;
- профессиональные театры России;
- органы управления культурой субъектов Российской Федерации;
- жюри и оргкомитеты Всероссийских, межрегиональных и региональных театральных фестивалей;
- организаторы опроса или анкетирования театральных деятелей регионов по итогам театральных сезонов.

Соискателем Специальных призов — являются российские театральные критики, историки театра и российские государственные и общественные деятели и организации, театральные продюсеры, театры, представители делового мира.

## Главный приз. Специальный приз. Вручение Премий и Специальных Призов
Символом Национальной актерской премии имени Андрея Миронова «Фигаро» является изображение А. А. Миронова в роли Фигаро.
Главный приз, выполненный в виде фарфоровой статуэтки высотой 35 см из бисквитного фарфора с росписью, разработан скульптором Мариной Никольской на Императорском фарфоровом заводе и представляет собой А. А. Миронова в роли Фигаро в костюме из Пролога спектакля «Женитьба Фигаро» Московского театра Сатиры.
Роспись статуэтки-символа тонка. Знаменитый костюм Фигаро соблюден безукоризненно, но дан легким «абрисом», рисунок не доминирует, а только оттеняет благородство и чистоту образа. В символе премии нет ложной патетики. Белый цвет — доминанта фарфорового Фигаро. И только золотая волна коснулась челки героя. В отведенной назад правой руке — красная роза. Его поза — реальная поза артиста А. А. Миронова в роли, ставшая совершенной. Найденный случайный естественный жест — левая рука легко скользит верх — стал неслучайным. В нём выброс пальцев Фигаро-Миронова — почти точное повторение буквы «V» — символа Победы.
Материал, из которого изготавливается Главный приз Премии, выбран в качестве любимого изобразительного материала актерской семьи Мироновых-Менакера, коллекционировавших фарфор, в том числе Ленинградского фарфорового завода им. Ломоносова (ныне Императорского фарфорового завода, разработчика и изготовителя Главного и Специальных призов премии), а также в качестве материала наиболее близко передающего тепло и красоту актерских образов, имеющих большие традиции создания артистических достижений в виде коллекций фарфоровых фигур..
Каждому Лауреату Премии вручается Символ Главного Приза Лауреата Премии — фарфоровая статуэтка из расписного бисквитного фарфора, изображающая Андрея Миронова в его коронной роли Фигаро, и Памятный Диплом.
Премия не имеет денежного эквивалента. Стоимость изготовления одного скульптурного фарфорового изображения Андрея Миронова в роли «Фигаро» — символа Лауреата Премии составляет триста тысяч рублей и оформляется специальным сертификатом, который также вручается Лауреату.
Специальный приз — фарфоровая миниатюра, изображающая Андрея Миронова в трех ролях полярных театральных жанров: Фигаро, Дон-Жуана и Хлестакова., символизируя универсальность актерского дара артиста и раскрывая суть актерской премии имени Андрея Миронова, лауреатами которой должны становится артисты-виртуозы и люди, чья деятельность имела и имеет огромное влияние и значение для развития отечественной театральной культуры.
Главные и специальный призы премии именные. Они изготавливаются ежегодно на Императорском фарфоровом заводе по специальному заказу оргкомитета по количеству лауреатов и не подлежат массовому тиражированию.

## Организационная работа Премии
Работу ведёт Ответственный секретарь Премии в лице Помощника художественного руководителя учреждения культуры "Санкт-Петербургский театр «Русская антреприза» имени Андрея Миронова.

## Лауреаты премии

### Первые лауреаты премии
Первыми лауреатами премии, врученной 8 марта 2011 года стали — Валентин Гафт, Светлана Крючкова, Юрий Яковлев, Николай Караченцов, Мария Миронова и Евгений Миронов, Сергей Дьячков, Сергей Барковский и Нелли Попова.
Специальные призы за вклад в российскую культуру были вручены писателю Даниилу Гранину, доктору искусствоведения, профессору, заслуженному деятелю науки Российской Федерации, лауреату премии К. С. Станиславского Алексею Бартошевичу и писателю, журналисту, критику Татьяне Москвиной.
Немаловажным аспектом премии является и то, кто вручает премию «Фигаро». В 2011 году первые статуэтки премии её первые лауреаты получили из рук — Александра Сокурова, Владимира Бортко, Алексея Учителя, Дмитрия Месхиева, балерины Юлии Махалиной, певицы Людмилы Сенчиной.

### Лауреаты 2012 года
Лауреатами Второй премии стали: артисты Олег Басилашвили, Сергей Безруков, Ксения Каталымова, Нонна Гришаева, Василий Лановой, Людмила Чурсина, Игорь Кваша, Владимир Гусев, Ирина Пегова, Владимир Симонов, Левон Оганезов, Евгений Баранов, Аркадий Коваль, драматург Эдвард Радзинский, режиссёр Вадим Фиссон, журналист Марина Райкина.

### Лауреаты 2013 года
Лауреатами Третьей премии стали: артисты Олег Табаков, Светлана Немоляева, Сергей Бызгу, Игорь Скляр, Эмилия Спивак, Марина Карпичева, Людмила Поргина, Юрий Стоянов, Дмитрий Воробьёв, Юлиан Панич, театральные режиссёры Лев Додин, Валерий Фокин, режиссёр и педагог Владимир Иванов, кинорежиссер, музыкант Эмир Кустурица, режиссёр-мультипликатор Ирина Евтеева, детская театральная студия "Театр-класс" под руководством Сергея Бызгу и Ольги Карленко, приз-экспромт премии был вручен телеведущему Александру Олешко 

### Лауреаты 2014 года
Лауреатами Четвёртой премии стали: Вера Васильева, Юрий Соломин, Инна Чурикова, Олег Ягодин, Ирина Мазуркевич, Валерий Дегтярь, Клавдия Коршунова, Данила Козловский, Альберт Филозов, Эммануил Виторган, Тереза Дурова, Инна Волгина, Олег Куликович. Лауреаты специальных призов премии: Павел Рыжков, Татьяна Парфёнова, Юрий Соловей. Лауреаты «Приза Холдена»: Юные учащиеся Академии Русского балета им. А. Я. Вагановой (И. О. ректора Н. М. Цискаридзе).

### Лауреаты 2015 года
Лауреатами Пятой премии стали: Вохобжон Азимов, Елизавета Боярская, Евгения Игумнова, Мария Лаврова, Дмитрий Певцов, Ирина Соколова.
Награда «Самый лучший» присуждена Александру Ширвиндту, который также стал обладателем впервые учреждённого специального приза «Актёрское братство» — статуэтки, изображающей его самого вместе с Андреем Мироновым в сцене из спектакля «Женитьба Фигаро».
«За служение русскому репертуарному театру» награждены Римас Туминас и Владимир Андреев.

### Лауреаты 2016 года
Лауреатами Шестой премии стали: Мария Аронова, Максим Дунаевский, Василий Ливанов, Юлия Рутберг, награды «За служение театральному Отечеству» получили Юлия Пересильд, Татьяна Пилецкая, Эрнст Романов и Чулпан Хаматова.
В номинации «Самый лучший» — Сергей Маковецкий.
Премия «За служение русскому репертуарному театру» вручена Людмиле Духовной.

### Лауреаты 2017 года
Лауреатами Седьмой премии стали: Николай Губенко, Алексей Петренко, Геннадий Хазанов, Евгений Князев, Дмитрий Харатьян, Ольга Остроумова, Юрий Васильев, Михаил Пореченков, Елена Калинина, Александра Урсуляк, Владимир Урин.

### Лауреаты 2018 года
Лауреатами Восьмой премии стали: Петр Семак, Андрей Леонов, Александр Лазарев, Филипп Янковский, Михаил Боярский, Ольга Дроздова, Борис Мильграм, Сергей Боярский, Генриетта Яновская и Кама Гинкас, Вера Карпова, выпускной курс Российского государственного института сценических искусств (старший педагог курса Галина Бызгу).
В номинации «Вершина музыкального Олимпа» – Валерий Гергиев.
В номинации «Всегда первый» – Константин Эрнст.

### Лауреаты 2019 года
Лауреатами Девятой премии стали: Николай Мартон, Вера Алентова, Лариса Луппиан, Наталья Акимова, Ольга Волкова, Лидия Вележева, ||Машков, Владимир Львович|Владимир Машков]], Алексей Гуськов, Андрей Соколов, Владимир Меньшов, Карен Шахназаров, Эдгард и Аскольд Запашные, Игорь Корнелюк.
Специальный приз – пианистка Инна Москвина.

### Лауреаты 2020 года
Лауреатами Десятой премии стали: Андрей Миронов-Удалов, Станислав Любшин, Виктор Сухоруков, Евгения Симонова, Теодорос Терзопулос, Наталья Бондарчук, Игорь Золотовицкий, Галина Мшанская, Анатолий Белый, Антон Шагин, Любовь Виролайнен, Анатолий Петров, Николай Аузин.

### Лауреаты 2021 года
Лауреатами Одиннадцатой премии стали: Ирина Муравьева, Евгений Писарев, Александр Михайлов, Виктор Раков, Анна Ковальчук, Евгения Крюкова, Игорь Миркурбанов, Андрей Шимко, Николай Бурляев, Николай Коляда, Вениамин Смехов, Валентин Смирнитский, Евгений Герасимов, Сергей Никоненко.
Специальный приз – писатель, театровед Екатерина Боярская.

### Лауреаты 2022 года
Лауреатами Двенадцатой премии стали: Всеволод Шиловский, Александр Филиппенко, Антон Хабаров, Мария Шукшина, Алексей Морозов, Александр Адабашьян, Эра Зиганшина, Елена Бычкова, Лариса Леонова, Наталья Андрейченко, Олеся Судзиловская, Максим Леонидов, Елена Санаева.
Специальный приз – директор театра «Приют комедианта» Виктор Минков.

### Лауреаты 2023 года
Лауреатами Тринадцатой премии стали: Татьяна Ткач, Василий Бочкарёв, Борис Галкин, Александр Балуев, Сергей Русскин, Екатерина Климова, Василий Герелло, Иван Волков, Фарух Рузиматов, Александр Олешко, Юрий Кузнецов, Леонид Окунев, Александр Васильев, Владимир Швец.

### Лауреаты 2024 года
Лауреатами Четырнадцатой премии стали: Максим Аверин, Владимир Гостюхин, Альберт Асадуллин, Альбина Шагимуратова, Алла Сурикова, Екатерина Рождественская, Евгений Ткачук, Сергей Курышев, Анвар Либабов, Александр Чевычелов, Татьяна Захарова, Владимир Стеклов, Виктория Исакова, Евгений Жаринов.

### Лауреаты 2025 года
Лауреатами Пятнадцатой премии стали: Валентина Панина, Евгений Стеблов, Клара Новикова, Андрей Мерзликин, Наталья Андрейченко, Даниил Страхов, Нина Корниенко, Анжелина Воронцова, Елена Цыплакова, Ольга Лапшина, Григорий Козлов, Евгения Кириллова, Анастасия Романова, Агриппина Стеклова, Наталья Косенко, Кристина Кузьмина, Екатерина Волкова и Владислав Сулимский.

## Президент премии
Президентом премии «Фигаро» с момента основания и до 2020г. являлся народный артист РСФСР Валентин Гафт. После смерти Гафта в 2020, президентом премии является Народный артист России Сергей Безруков. У Президента премии есть свой специальный приз. Кандидатуру Лауреата Президент утверждает единолично. Первым Лауреатом специального приза Президента премии в 2012 году стала актриса Нонна Гришаева.

## Перспективы премии имени Андрея Миронова
В 2012 году оргкомитет премии начал работу с провинциальными театрами в России, а также с русскими репертуарными театрами бывших советских республик, в том числе на Украине и в Белоруссии.
Принимая во внимание и учитывая, что премия «Фигаро» отмечает исключительные достижения в актерском искусстве, создатели премии в 2013 году разработали специальный приз, которым с 2013 года ежегодно отмечаются актёры-дебютанты. Символом специального приза для совсем молодых артистов стал образ Андрея Миронова в одной из своих первых театральных ролей — Холдена Колфилда (англ. Holden Caulfield) из спектакля по роману «Над пропастью во ржи» Д.Сэллинджера на сцене Московского Театра сатиры.